# Mount Arthur, British Columbia
Mount Arthur är ett berg i Kanada.   Det ligger i provinsen British Columbia, i den sydvästra delen av landet, 3 600 km väster om huvudstaden Ottawa. Toppen på Mount Arthur är 1 619 meter över havet, eller 253 meter över den omgivande terrängen. Bredden vid basen är 3,0 km.
Terrängen runt Mount Arthur är huvudsakligen bergig, men den allra närmaste omgivningen är kuperad.Runt Mount Arthur är det mycket glesbefolkat, med 3 invånare per kvadratkilometer..
I omgivningarna runt Mount Arthur växer i huvudsak barrskog.